# 道奚
道奚（도해 단군），是传说中的鲁乙檀君的长子和檀君朝鲜的第11代君王。朝鲜半岛有学者根据研究桓檀古記认为执政年限为(公元前1891年 - 公元前1834年)，也有人推测其即位元年大约为公元前11世纪左右，前提是檀君朝鲜有存在的可能。